# Miss Potter
Miss Potter és una pel·lícula dirigida per Chris Noonan i protagonitzada per Renée Zellweger, l'argument de la qual narra la vida de l'escriptora de llibres infantils Beatrix Potter. La versió doblada al català es va estrenar el 6 de juny de 2022 a TV3.

## Argument
Beatrix Potter (Renée Zellweger) és una noia soltera de família rica que de petita s'inventa faules els protagonistes de les quals són animals com conills, oques, etc. La seva major il·lusió és publicar un dels seus llibres i així poder independitzar-se. Per a això compta amb l'ajut de Norman Warner (Ewan McGregor), un editor de tradició familiar. El seu conte té èxit en les vendes i decideixen publicar-ne més històries. La relació amb Norman és tan estreta que s'arriba a enamorar d'ell, i plegats planegen llur matrimoni; tanmateix, els pares de Beatrix s'hi interposen, pensant que Norman no és un bon candidat per a ella. Per tant, l'obliguen a passar l'estiu amb ells a Lake District i, si a llur tornada encara s'estima Norman, podrien contraure matrimoni.
Això no obstant, Norman emmalalteix greument durant l'estiu i mor. Beatrix se sent desolada i només troba consol amb l'amistat de Millie, la germana de Norman. Poc després, visita novament Lake District i es troba amb Willie, un antic granger de la família de Miss Potter que havia començat a treballar-hi com a empleat immobiliari. Beatrix decideix comprar-hi un nombre de finques a Lake District per evitar que siguin ensorrades, i aviat s'enamora de Willie, amb qui es casa.